# Kara śmierci w Arizonie
Kara śmierci figuruje w prawie amerykańskiego stanu Arizona. Najwyższy wymiar kary został przywrócony w tym stanie w 1976 roku po decyzji Sądu Najwyższego Stanów Zjednoczonych, który uznał ją za zgodną z konstytucją. Główną metodą egzekucji jest śmiertelny zastrzyk, ale jeżeli zostało się skazanym przed 23 listopada 1992 roku, skazaniec może wybrać zamiast zastrzyku komorę gazową.
Od 1992 roku do 16 listopada 2022 w Arizonie stracono 40 morderców, na egzekucję oczekiwało wtedy kolejnych 112 skazańców.